# 松村文武
松村 文武（まつむら ふみたけ、1942年9月5日- ）は、日本の経済学者。大東文化大学名誉教授。

## 略歴
東京都生まれ。1965年早稲田大学法学部卒、1968年同大学院商学研究科博士課程中退。1987年「現代アメリカ国際収支の研究 アメリカン・ネットワークの検証」で京都大学より経済学博士の学位を取得。近畿大学商経学部助手、講師、助教授、大阪経済大学助教授、1982年教授、大東文化大学教授、2010年退任、名誉教授となる。

## 著書
- 『現代アメリカ国際収支の研究 アメリカン・ネットワークの検証』東洋経済新報社 1985
- 『債務国アメリカの構造』同文館出版 1988
- 『体制支持金融の世界 ドルのブラックホール化』青木書店 シリーズ現代資本主義と世界経済 1993

### 共編著
- 『現代世界経済をとらえる ニュー・インターナショナル・エコノミックス25』杉本昭七、藤原貞雄,関下稔共編 東洋経済新報社 1987
- 『現代世界経済をとらえる ニュー・ワールド・エコノミックス20』杉本昭七、藤原貞雄,関下稔共編 東洋経済新報社 1991
- 『"国産化"の経済分析 多国籍企業の国際産業連関』藤川清史共著 岩波書店 1998
- 『現代世界経済をとらえる ver.4.』藤原貞雄,関下稔,田中素香共編 東洋経済新報社 2003

### 翻訳
- S.ハイマン『国際経営と経済開発』生島広治郎監訳 江夏健一,米倉昭夫共訳 東洋経済新報社 1969
- レオナード・W.ワイス『独占・寡占・競争 現代アメリカの産業組織』江夏健一,綿谷禎二郎共訳 好学社 1970

## 論文
- <松村文武